# Günter Bohnsack
Günter Bohnsack (* 1939 in Berlin; † 2013 ebenda) war ein Oberstleutnant der Hauptverwaltung A (HVA) innerhalb des Ministeriums für Staatssicherheit (MfS), des Auslandsnachrichtendienstes der DDR.

## Leben
Bohnsack studierte von 1959 bis 1964 an der Sektion Journalistik der Karl-Marx-Universität in Leipzig, anschließend war er Mitarbeiter der Staatssicherheit. 1975 erwarb er einen Abschluss als Diplomaußenpolitiker.
Er war Oberstleutnant der Hauptabteilung X. Bohnsacks Abteilung hatte die Aufgaben Informationsbeschaffung und Desinformation in der Bundesrepublik Deutschland und West-Berlin. Bohnsack veröffentlichte nach der deutschen Wiedervereinigung zwei Bücher, in denen er das Innenleben des MfS und seine Arbeit kritisch beleuchtete. MfS-Kollegen haben sich daher von ihm distanziert, wie sein ehemaliger Vorgesetzter Werner Großmann („Dieser Lump!“).
Seit der deutschen Wiedervereinigung war Günter Bohnsack ein gesuchter Erinnerungszeuge für die nicht zuverlässig belegte Zusammenarbeit prominenter Westdeutscher mit dem Ministerium für Staatssicherheit der DDR. Er benannte Bernt Engelmann und Günter Wallraff als inoffizielle Mitarbeiter des MfS. In einem Artikel für den SPIEGEL klassifizierte Bohnsack 1991 gemeinsam mit seinem ehemaligen Stasi-Kollegen Herbert Brehmer Beate Klarsfeld als „Kontaktfrau einer legalisierten Außenstelle des MfS“. Die Autoren schrieben: „Frau Klarsfeld hat das belastende Material gegen den damaligen Bundeskanzler Kurt Georg Kiesinger bei uns abgeholt, mit dem sie dann seit 1967 Kiesingers NS-Vergangenheit anprangerte. Auch ihr Mann Serge war mehrfach bei uns. Die beiden haben stapelweise Dokumente von uns bekommen.“ Er beschrieb Stasi-Kampagnen gegen Hans Filbinger und Heinrich Lübke. 2012 schätzte der SPIEGEL-Autor Peter Wensierski im Zusammenhang mit Bohnsacks Aussagen über Beate Klarsfeld ein: „...zu seinen Aufgaben gehörte die Desinformation. Mit entsprechender Vorsicht sind wohl auch seine heutigen Aussagen zu bewerten.“

## Publikationen
- mit Herbert Brehmer: Auftrag Irreführung. Wie die Stasi Politik im Westen machte. Carlsen Verlag, Hamburg 1992, ISBN 3-551-85003-8.
- Die Legende stirbt – Das Ende von Wolfs Geheimdienst. Berlin 1997, ISBN 3-929161-25-7.